# Município de Perry (condado de Wood, Ohio)
O município de Perry (em inglês: Perry Township) é um município localizado no condado de Wood no estado estadounidense de Ohio. No ano de 2010 tinha uma população de 1.605 habitantes e uma densidade populacional de 17,6 pessoas por km².

## Geografia
O município de Perry encontra-se localizado nas coordenadas 41° 12′ 39″ N, 83° 28′ 44″ O. Segundo a Departamento do Censo dos Estados Unidos, o município tem uma superfície total de 91.17 km², da qual 91,17 km² correspondem a terra firme e (0 %) 0 km² é água.

## Demografia
Segundo o censo de 2010, tinha 1.605 habitantes residindo no município de Perry. A densidade populacional era de 17,6 hab./km². Dos 1.605 habitantes, o município de Perry estava composto pelo 94,77 % brancos, o 2,06 % eram afroamericanos, o 0,37 % eram asiáticos, o 0,93 % eram de outras raças e o 1,87 % eram de uma mistura de raças. Do total da população o 4,67 % eram hispanos ou latinos de qualquer raça.